# Болотная камышовка
Боло́тная камышо́вка, также куста́рниковая камышовка (лат. Acrocephalus palustris) — певчая птица семейства камышо́вковые (Acrocephalidae).

## Описание
Болотная камышовка длиной примерно 13 см, размах крыльев составляет от 17 до 21 см. Масса тела составляет примерно от 11 до 14 граммов. Болотная камышовка почти не отличается от тростниковой камышовки. Верхняя сторона буро-серая, а нижняя желтовато-белая. У птицы белёсое горло и острый клюв. Самец и самка имеют одинаковую окраску. Болотная камышовка ловко передвигается в густой растительности и может имитировать несколько голосов других видов птиц. Её пение очень громкое, похоже на пение тростниковой камышовки. Продолжительность жизни составляет 9 лет.

## Местообитание
В Центральной и Восточной Европе болотная камышовка встречается с мая по конец сентября. Зимует в Африке к югу от экватора. Отдельные зимовки открыты в Испании и горах Атласа. Болотная камышовка обитает в густых зарослях камыша, кустарнике, чаще возле водоемов, но необязательно.

## Питание
Питается пауками, моллюсками, насекомыми и их личинками. Иногда осенью поедает плоды бузины.

## Размножение

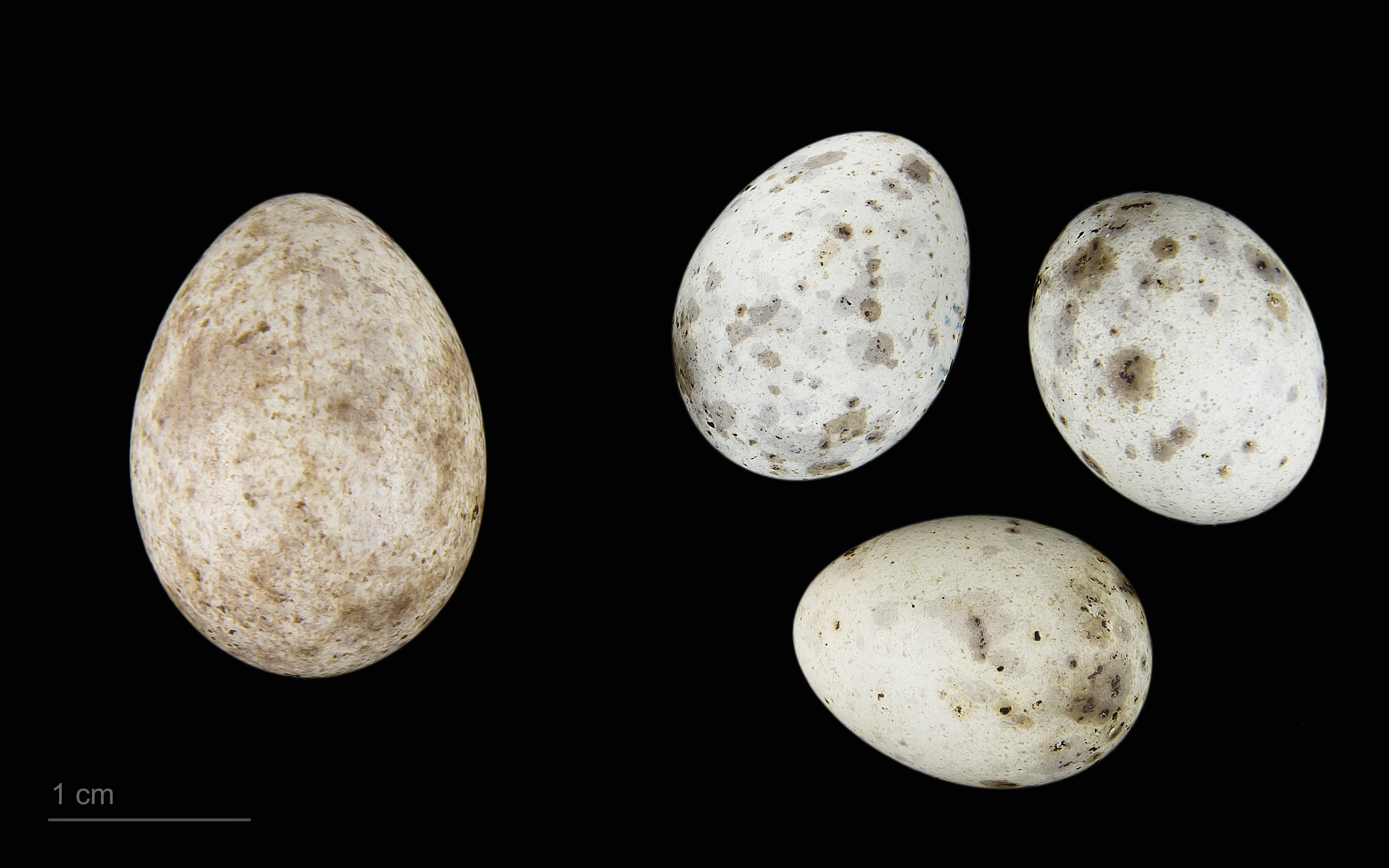
яйцо Cuculus canorus canorus + Acrocephalus palustris - Тулузский музеум

Сезон гнездования болотной камышовки продолжается с мая по июль. В это время птицы строят из травы и стебельков камыша чашеобразное гнездо, которое крепят чаще между стеблями крапивы или стебельками зерновых культур. Самка откладывает от 3 до 5 синевато-белых яиц, которые высиживают попеременно оба партнёра от 12 до 14 дней. Через 10—14 дней после появления на свет молодые птицы становятся самостоятельными, через год они становятся половозрелыми. Популяция в Европе оценивается примерно от 1,5 до 2-х млн гнездящихся пар.